# Antonius Petrus van Hulst
Antonius Petrus van Hulst (Puiflijk, 20 november 1900 – 27 februari 1976) was een Nederlands politicus.
Hij werd in de Gelderse gemeente Druten geboren als zoon van Cornelis van Hulst (1869-1955; metselaar en later landbouwer) en Alagonda Gerrits (1870-1905). Toen hij in 1928 trouwde met Cornelia Wilhelmina Cox (1903-1986) was hij woonachtig in Oss en afdelingschef bij een gemeentesecretarie. Zijn zwager Michaël Henricus Cox was toen gemeentesecretaris van Heeze en was daar later de burgemeester. In 1946 werd A.P. van Hulst de burgemeester van Heesch. Hij zou tot 1965 die functie blijven vervullen.
Van Hulst overleed in 1976 op 75-jarige leeftijd. In Heesch is naar hem de 'Burgemeester van Hulstlaan' vernoemd.